# Leopold Horner
Pour les articles homonymes, voir Horner.
Leopold Horner (24 août 1911 - 5 octobre 2005) est un chimiste allemand qui a publié une réaction de Wittig modifiée utilisant des carbanions stabilisés au phosphonate, maintenant appelée réaction de Horner-Wadsworth-Emmons ou réaction de Horner-Wittig.

## Biographie
Horner a commencé à étudier la chimie à l'Université de Heidelberg et plus tard avec Heinrich Wieland à l'Université de Munich . Après avoir obtenu son doctorat et son habilitation, il a travaillé au Polymer Research Institute de Francfort. En 1953, il devient professeur à l'Université de Mayence.